# Конрад, Клаус
Клаус Конрад (19 июня 1905, Райхенберг (Бавария) — 5 мая 1961, Гёттинген) — немецкий психиатр и невропатолог.

## Биография
Родился в семье экономиста Отто Конрада в Райхенберге. Когда ему было четыре года семья переехала в Вену. Окончив среднюю школу он поступил на медицинский факультет в Вене в 1929 году. Начал свою карьеру ассистентом в венской клинике, в дальнейшем продолжил в Магдебургской психиатрической больнице. Далее непродолжительное время обучался в клинике Сальпетриер в Париже, после чего поступил на работу в Немецкий исследовательский центр психиатрии в Мюнхене, где изучал роль наследственности в развитии эпилепсии, и в 1938 году закончил докторантуру. С 1939 года назначен главным врачом университетской клиники Эрнста Кречмера в Марбурге, а с 1946 г. — в Тюбингене. В 1940 году вступил в НСДАП. С 1948 года — ординарный профессор психиатрии и неврологии Саарского университета в Хомбурге-Саар. С 1958 года и до самой смерти в 56 лет — в Гёттингене. Всю жизнь увлекался альпинизмом, погиб при одном из восхождений. Существует мнение, что смерть была не случайной и являлась завершенным суицидом, совершенным на фоне депрессивных переживаний из-за обвинений со стороны психиатрического сообщества в связях с нацистами.

## Вклад в науку

### «Наследственный круг эпилепсии»
Первая работа Конрада написана им в 1939 году, и носила название «Наследственный круг эпилепсии». Данное исследование признано крайне значимым Карлом Ясперсом, и данную работу он активно цитирует в своей «Общей психопатологии».

### «Конституциональные типы как генетическая проблема»
Эта работа была написана в 1941 году. В ней он отталкивается от концепции Кречмера, однако, Конрад модифицирует её, создаёт новую форму теории. На момент написания данного труда, теорию Кречмера видели, как несостоятельную. Конрад критикует статистические выкладки в разделении типов, разрабатывает собственную схему типов и высказывает предположение об их развитии. В своём труде он предположил, что телосложение взаимосвязано с ростом индивида и непосредственно влияет на него. В то же время он утверждал, что все антропометрические данные так или иначе влияют на психическую активность и характерологические особенности. Он предположил, что различия в строении тела и их связь с темпераментом можно объяснить действием ряда генов, действие которых определяет те или иные конституциональные особенности.
В качестве трёх основных («первичных») групп нормального телосложения Конрад выделил следующие:

###### Лептосоматический (лептомоформный) тип.
У людей с лептоморфным типом наблюдаются узкие плечи и таз, острый надчревный угол, тонкие кости, лицевой череп — узкий и вытянутый, жировой и мышечный компонент в выражены слабо. Тенденция к росту тела в длину за счет широкого обхвата.

###### Метроморфный тип.
Тип характеризуется пропорциональным ростом, который не может рассматриваться ни как середина, ни как норма.

###### Пикнический (пикноморфный) тип.
У пикников же при недостаточной развитости костно-мышечного аппарата имеется склонность к увеличению жировых отложений, на фоне длинного туловища, укороченных конечностей, объёмной грудной клетки и большого объёма живота, с укороченной шеей. Тенденция к росту тела в ширину за счет длины.